# Safflorite
La safflorite est une espèce minérale rare d'arséniure de cobalt et de fer de formule : (Co,Fe)As2. La formule de la safflorite pure devrait être CoAs2, mais en réalité le fer est toujours présent. La safflorite est membre d'une série de substitution triple d'arséniures appelée sous-groupe de la löllingite. Plus de cinquante pour cent de fer donne le minéral löllingite, tandis qu'avec plus de cinquante pour cent de nickel, le minéral est la rammelsbergite. Il existe une série parallèle de minéraux antimoniures. 
La safflorite ainsi que les autres minéraux de la série cristallise dans le système orthorhombique formant des formes massives à rayonnantes opaques de couleur grise à blanche. La clinosafflorite a une symétrie monoclinique. Elle a une dureté Mohs de 4,5 et une densité de 6,9 à 7,3. Le maclage est commun et des macles étoilées sont fréquemment trouvées. 

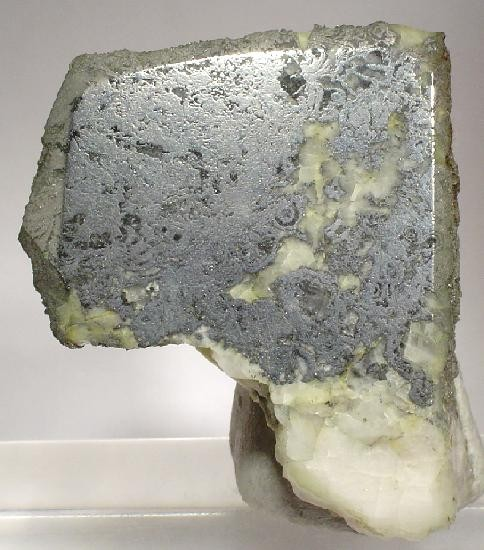
Échantillon poli de safflorite, löllingite et rammelsbergite sur du quartz, district de Saint-Andreasberg, montagnes du Harz.

Elle fut décrite pour la première fois en 1835 dans le district de Schneeberg, Monts Métallifères, Saxe, Allemagne. La safflorite se trouve avec d'autres minéraux arséniures comme minéral accessoire dans les zones minières d'argent. Elle se dégrade en l'arséniate érythrite dans l'environnement secondaire.